# Antonio Maccioni (pallanuotista)
Antonio Maccioni (Napoli, 8 giugno 1998) è un pallanuotista italiano.

## Biografia
Con il Circolo Canottieri Napoli ottiene alcuni titoli italiani a livello giovanile 
sotto la guida di Vincenzo Massa, Maurizio Migliaccio ed Enzo Palmentieri. Nella stagione 2013-14, ha partecipato anche alla promozione dalla Serie B alla Serie A2 con la calottina della Rari Nantes Arechi. Ha vinto una medaglia d'argento con la nazionale Under-20 ai Mondiali di Almaty nel 2015. Nel settembre 2016 conquista il suo secondo argento con la calotta della Nazionale agli Europei U19 di Dutch, e un quarto posto ai Mondiali U18 di Podgorica.
Nel 2018 è ingaggiato dalla Metanopoli Milano, mentre nel 2020 firma con l'Ischia Marine, ritornando così sotto la guida del direttore tecnico Palmentieri.